# Porto da Folha
Porto da Folha é um município brasileiro do estado de Sergipe. Localizado na Mesorregião do Sertão Sergipano e na Microrregião Sergipana do Sertão do São Francisco, estando a uma altitude de 38 metros. Sua população estimada em 2020 era de 28.693 habitantes. Possui uma área de 877,301 km².

## História
Em novembro de 1807, Antônio Gomes Ferrão de Castelo Branco registrou seus títulos imobiliários na Câmara de Propriá, declarando ser de 30 léguas a extensão de suas terras, latifúndio que constituiu o morgado de Porto da Folha.
Porém, as raízes remontam ao século início XVII onde então, o atual município de Porto da Folha, foi uma sesmaria adquirida por Tomé Malheiros, que passou por vários proprietários até prosperar com Tomás de Bermudes no século XVII, fundando um curral e fazendo amizade com os índios, onde então seu herdeiro passa a ser proprietário do curral  então chamado curral do buraco que prosperou uma povoação “A fazenda Curral do Buraco originou a povoação do Buraco, que em 19 de fevereiro de 1841 passou a se chamar Nossa Senhora da Conceição de Porto da Folha”, informa a Enciclopédia. Até hoje quem nasce em Porto da Folha é conhecido por buraqueiro. Os moradores mais antigos acreditam que o nome Buraco surgiu porque a cidade é cercada de morros, dando a impressão de que fica em uma baixada.
Porto da Folha possui uma rica história e importante cultura. Inclusive, os municípios de Canindé do São Francisco e Poço Redondo também fizeram parte do município de Porto da Folha até que ganharem suas emancipações políticas. A Ilha de São Pedro antigamente era a sede do município e depois a Ilha do Ouro até a sede ser transferida para à atual cidade de Porto da Folha. Também a única comunidade indígena do estado de Sergipe estar no município de Porto da Folha, no povoado da Ilha de São Pedro. Para se ter uma ideia do tamanho da cultura de Porto da Folha, à maior festa de gibão do Brasil mais conhecida como vaqueijada de pega de boi no mato é a de Porto da Folha, realizada no mês de Setembro. É também um dos poucos lugares do Nordeste que se tem três raças distintas, que são branco, negro e indígena, tudo isso proveniente de sua rica história. Por esse motivo é difícil falar em Sergipe sem falar em Porto da Folha pelo seu legado que deixou e continua influenciando muitas e muitas região à fora.

### Monumentos Históricos
A Igreja da Ilha de São Pedro é tombada pelo Governo do Estado de Sergipe desde 1984. Construída em alvenaria de pedra, sua história remonta o início da colonização da região no século XVIII. A sua atual aparência é fruto das transformações que sofreu na segunda metade do século XIX. É interessante observar que o estilo dos altares laterais é o mesmo do cemitério que fica cem metros ao fundo da igreja e que possui data de 1885 inscrita em seu pórtico. A igreja foi restaurada em 2011.
Ao lado da igreja também há uma ruína que teria sido o antigo convento dos frades capuchinhos, também construída em alvenaria de pedra da região.

## Economia
Nos últimos anos Porto da Folha vêm crescendo economicamente de forma bastante acelerada. Isso se deve a setores tais como seu comércio impulsionado pela atividade agropastoril e o turismo. A vaquejada, por exemplo, no ano de 2010 recebeu 40 mil pessoas; um recorde em se tratando de festa no interior de Sergipe. O que está contribuindo de uma certa forma para que Porto da Folha tenha um rápido crescimento econômico. Acompanhado a um bom desenvolvimento econômico, o município já passa a contar com instituições de ensino superior, e com empresas de reconhecimento que se instalaram no município tais como, por exemplo, Gbarbosa e UNIT.
Porto da Folha tem como suas principais fontes de economia a agricultura, pecuária, sobretudo a bovinocultura semi-intensiva de leite, e turismo, esta última sobretudo pelo povoado chamado Ilha do Ouro[carece de fontes?].

### Atrações turísticas
Um dos maiores atrativos turísticos de Porto da Folha, sem dúvida alguma, é a vaquejada. A vaquejada é um esporte muito praticado por diversas regiões do nordeste. Mas, no caso de Porto da Folha, esta é na verdade uma festa que atrai pessoas de toda a região em busca de um divertimento diversificado onde além da vaquejada, há também música, bebidas, e festa. A cada ano a vaquejada cresce cada vez mais.
Entretanto, o que para muitos não passa de uma folia, para outros a vaquejada é o momento onde a história da cidade se fixa cada vez mais.

## Povoados mais Importantes

### Aldeia Xokó na Ilha de São Pedro
Única aldeia indígena reconhecida no estado de Sergipe. A colonização da área remonta o século XVIII e a catequese dos índios da região pelos frades capuchinhos. Ao fim do século XIX, o local estava despovoado e foi incorporado às propriedades do Coronel João Fernandes de Brito, passando posteriormente aos seus descendentes. Esse período é duro para os índios da região que passam a ser perseguidos e têm a sua cultura discriminada. Depois de anos de conflito, os índios reocupam a Ilha de São Pedro em 1979, ano em que a FUNAI reconhece a área como sendo terra indígena.

### Lagoa da Volta
É o maior povoado de Porto da Folha, e um dos maiores de Sergipe. Estima-se que seja maior que sete cidades sergipanas e que conta atualmente com cerca de sete a oito mil habitantes na sua região, e em termos de eleitorado supera 14 municípios sergipanos (4.745 eleitores) e continua com um crescimento impressionante.Tem uma paróquia e sua padroeira é Santa Luzia. Possui uma moderna quadra de esportes, três escolas municipais e um colégio estadual (dentre eles a Escola Municipal Manoel Jovito de Santana é uma das maiores do município).Tem uma grande participação no PIB do município com a criação de gado e vacas leiteiras e o cultivo do feijão e do milho. É também na Lagoa da Volta que está a maior praça de eventos do município além de outras três praças. Tem como eventos principais: a festa de Santa Luzia que acontece nos dias 12 e 13 de dezembro, e a festa do vaqueiro que acontece no último final de semana do mês de julho que é a segunda maior festa do vaqueiro do município só perdendo para festa do vaqueiro de Porto da Folha. Tem como pretensão se tornar o 76º município sergipano, com o nome de Luzinópolis.

### Lagoa do Rancho
É um dos maiores povoados do município e de melhor infraestrutura . Conta com quatro praças, a São José, Doralice, João Américo e Complexo da Criança, três escolas, duas municipais e uma estadual, posto de saúde, farmácia, supermercado e mercearias, bares, academia, balneário. Em março comemora-se a festa do padroeiro São José e a Cavalgada, em junho o São João, festas tradicionais. O Povoado se destaca ainda pela expressiva atividade econômica baseada na pecuária, produção de leite e seus derivados, apicultura, através da Casa do Mel, e agricultura. Na política, Lagoa do Rancho mostra-se assíduo e sempre tem nomes de destaque. Antonio Loureiro (in memorian) foi prefeito de Porto da Folha por duas vezes, somando dez anos de governo, tendo seu nome marcado na história do município, onde ficou conhecido como "prefeito dos pobres", devido a sua política social implantada nas décadas e 1980 e 1990. Seus sobrinhos sucederam-no como vereadores do município: Solon e Cuíte. O atual prefeito, Miguel de Dr. Marcos, é sobrinho-neto de Antônio Loureiro (in memorian), e também é descendente do Povoado Lagoa do Rancho. Além deles, muitos outros vereadores foram eleitos, como João Mariano, Zé Velande, João Rivaldo e Djalma de Chiquinho (in memeorian). Dos últimos secretários de educação municipal, três foram do povoado, Solange de João Mariano, Professor Francisco de Joãozinho Delegado (in memorian) e a Professora Ivete (in memorian). Na educação o lugar é de referência para os portofolhenses e teve início prematuramente. Com poucas residências e sem escolas Maria Chagas, Maria Clemência e Maria das Graças foram pioneiras no ensino. Atualmente o Colégio Municipal Professor Torres exporta talentos e tem sido o principal centro formador.

### Lagoa Redonda
Está situado entre Monte Alegre e Poço Redondo, na Rota do Sertão. É um dos maiores povoados do município. O Povoado, entre os três maiores, é o mais distante da sede do município, talvez por esse motivo a população local se identifique mais com os habitantes de outras cidades. Mesmo assim, este distrito portofolhense recebe investimentos provenientes da administração municipal. Foi o primeiro a ter uma quadra multi esportiva e a receber uma clínica da família.

### Ilha do Ouro
Principal atrativo turístico de Porto da Folha por estar situado as margens do Velho Chico. Talvez se teve algum povoado que soube aproveitar o grande crescimento e desenvolvimento econômico de Porto da folha esse lugar foi à Ilha do Ouro, primeiro por ser um cartão postal de Porto da Folha, e segundo por ter cerca de mil habitantes o que o torna uns dos maiores povoado do município, à Ilha do Ouro ganhou uma rodovia construída em 2009 reivindicação antiga essa, ganhou a nova adutora do São Francisco, que tem como meta ajudar abastecer Aracaju, Itabaiana e a região de Tobias Barreto, além do mais o povoado vem passando por uma adequação turística, um canteiro de obra se encontra atualmente, que quando estiver pronto vai melhorar e muito a sua cara. Por esses e outros a Ilha do Ouro é um dos maiores ponto de entrada de dinheiro do município, por esse motivo é que a Ilha do Ouro vem se transformando e se transformando para melhor. 

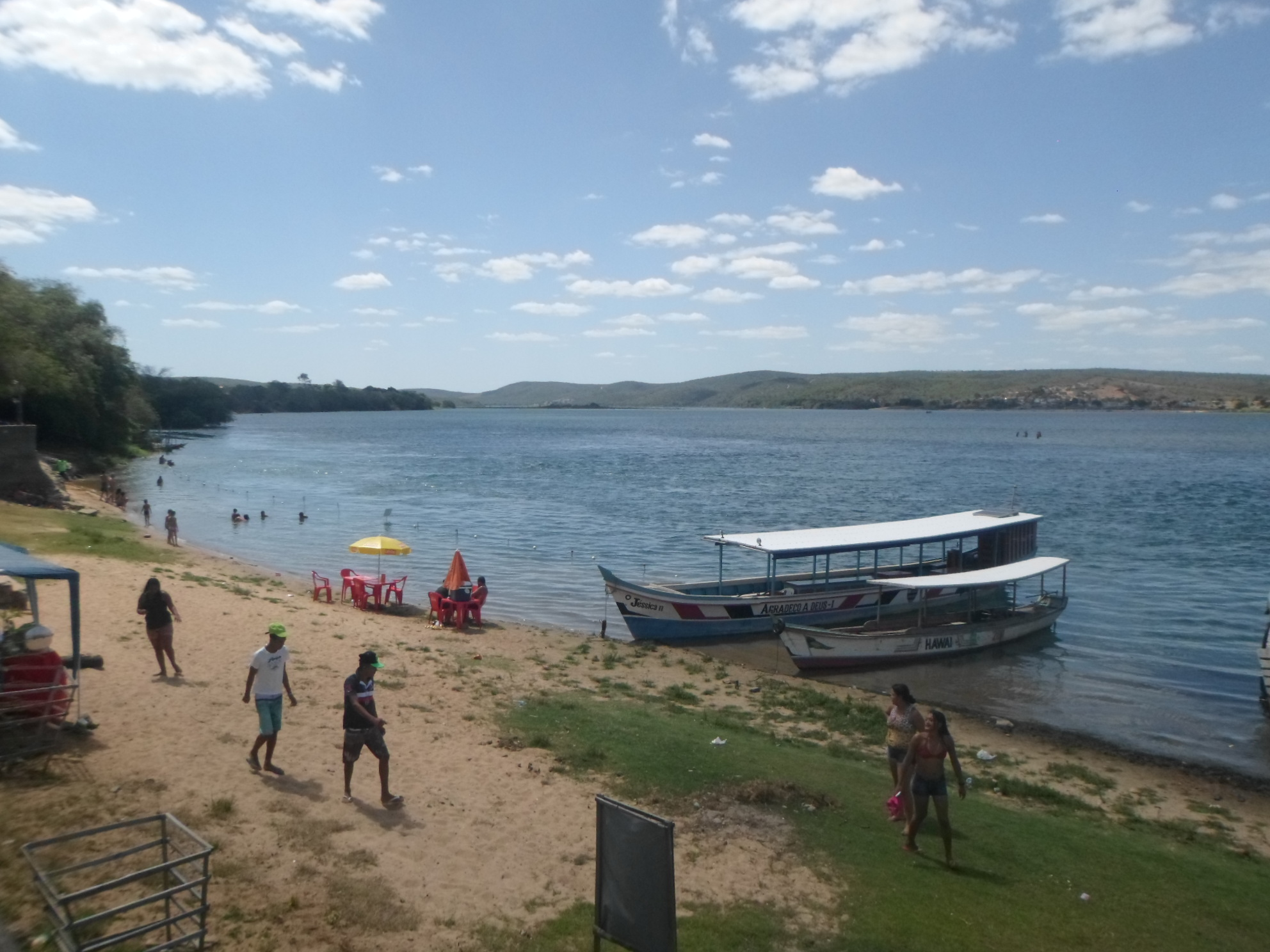
Trecho do Rio São Francisco onde banha o Povoado Ilha do Ouro no município de Porto da Folha

## Filhos notórios
- Porto-folhenses biografados na Wikipédia